# Гладкая, Галина Викторовна
Галина Викторовна Гладкая (21 января 1992) — российская футболистка, нападающая.

## Биография
Воспитанница футбольной секции станицы Чебургольская, тренер — Юрий Александрович Худой. Позднее перешла в «Кубаночку», начинала выступать за основной состав команды в конце 2000-х годов в первом дивизионе. Победительница первого дивизиона 2009 года. С 2010 года со своим клубом выступала в высшей лиге, дебютный матч провела 17 апреля 2010 года против «Измайлово», отыграв все 90 минут. В первом сезоне в элите была игроком основного состава и приняла участие в 23 матчах чемпионата. В 2011 году провела 6 матчей на старте сезона и летом покинула команду.
Призывалась в расширенный состав молодёжной сборной России.
В 2010-е годы выступала на любительском уровне за «Ниву» (Чебургольская), была капитаном команды. Неоднократная победительница Кубка Краснодарского края, в том числе в 2013, 2014 и 2015 годах. Серебряный призёр, лучший бомбардир (23 гола) и лучший полузащитник чемпионата Краснодарского края 2015 года. Со своим клубом участвовала в матчах второго дивизиона России, была победительницей зонального турнира ЮФО. Также играла в студенческих соревнованиях по футболу и мини-футболу за команду КубГУ.
Позднее работала с детскими командами Краснодарского края, включалась в заявку как тренер и врач.